# Società Sportiva Arezzo 2023-2024
Questa voce raccoglie le informazioni riguardanti la Società Sportiva Arezzo nelle competizioni ufficiali della stagione 2023-2024.

## Divise e sponsor
Il fornitore tecnico per la stagione 2023-24 è Rever Iconic, gli sponsor ufficiali sono Unoaerre, Novart, Gimet Brass, Uno Informatica.

## Rosa
La rosa tratta dal sito ufficiale è aggiornata al 9 maggio 2024.
| N. |                   | Ruolo | Calciatore                    |
| -- | ----------------- | ----- | ----------------------------- |
| 1  | Italia (bandiera) | P     | Luca Trombini                 |
| 2  | Italia (bandiera) | D     | Alberto Montini               |
| 3  | Italia (bandiera) | D     | Francesco Donati              |
| 4  | Italia (bandiera) | D     | Giacomo Risaliti              |
| 5  | Italia (bandiera) | C     | Sebastiano Bianchi            |
| 6  | Italia (bandiera) | D     | Lorenzo Polvani               |
| 7  | Italia (bandiera) | A     | Filippo Guccione              |
| 8  | Italia (bandiera) | C     | Andrea Settembrini (capitano) |
| 9  | Ghana (bandiera)  | A     | Joseph Ekuban                 |
| 10 | Italia (bandiera) | A     | Emiliano Pattarello           |
| 11 | Italia (bandiera) | A     | Mattia Gaddini                |
| 12 | Italia (bandiera) | P     | Jacopo Ermini                 |
| 13 | Italia (bandiera) | D     | Marco Chiosa                  |
| 14 | Italia (bandiera) | C     | Alessandro Renzi              |

| N. |                      | Ruolo | Calciatore           |
| -- | -------------------- | ----- | -------------------- |
| 16 | Ghana (bandiera)     | C     | Shaka Mawuli         |
| 17 | Italia (bandiera)    | C     | Mirko Lazzarini      |
| 18 | Italia (bandiera)    | C     | Mattia Damiani       |
| 20 | Italia (bandiera)    | C     | Giovanni Catanese    |
| 21 | Italia (bandiera)    | C     | Luca Castiglia       |
| 22 | Italia (bandiera)    | P     | Daniele Borra        |
| 24 | Italia (bandiera)    | C     | Fabio Foglia         |
| 25 | Italia (bandiera)    | D     | Lorenzo Masetti      |
| 26 | Argentina (bandiera) | A     | Juan Facundo Crisafi |
| 27 | Italia (bandiera)    | D     | Lorenzo Coccia       |
| 28 | Italia (bandiera)    | A     | Niccolò Gucci        |
| 29 | Italia (bandiera)    | A     | Cristiano Sebastiani |
| 31 | Italia (bandiera)    | P     | Niccolò Landucci     |

## Risultati

### Serie C

#### Girone di andata
| Arbitro: | Ramondino (Palermo) |

|               |           |                    |
| Cherubini 66’ | Marcatori | 45’ Gucci 52’ Iori |

| Arbitro: | Gigliotti (Cosenza) |

|                |           |                                       |
| Pattarello 21’ | Marcatori | 36’ Di Gennaro 69’ Capello 87’ Panico |

| Arbitro: | Arena (Torre del Greco) |

|                                    |           |                            |
| Tunjov 11’ Merola 12’ Cangiano 71’ | Marcatori | 45’ (aut.) Mesík 56’ Gucci |

| Arbitro: | Sacchi (Macerata) |

|                     |           |             |
| Guccione 62’ (rig.) | Marcatori | 64’ Contini |

| Arbitro: | Rinaldi (Bassano del Grappa) |

|             |           |                       |
| Santini 70’ | Marcatori | 35’ Gucci 38’ Poggesi |

| Arbitro: | Frascaro (Firenze) |

|            |           |                   |
| Mawuli 12’ | Marcatori | 87’ (aut.) Chiosa |

| Arbitro: | Scarpa (Collegno) |

|  |           |                     |
|  | Marcatori | 61’ Bumbu 82’ Ciofi |

| Arbitro: | Di Reda (Molfetta) |

|                        |           |  |
| Sbaffo 20’ Carpani 62’ | Marcatori |  |

| Arbitro: | Mastrodomenico (Matera) |

|                           |           |                |
| Gucci 34’, 72’ Mawuli 38’ | Marcatori | 64’ Fiordaliso |

| Arbitro: | Poli (Verona) |

|                                      |           |  |
| Energe 27’ Spagnoli 61’ Paolucci 83’ | Marcatori |  |

| Arbitro: | Gianquinto (Parma) |

|              |           |  |
| Guccione 88’ | Marcatori |  |

| Arbitro: | Peletti (Crema) |

|             |           |                |
| Sylla 90+1’ | Marcatori | 60’ Pattarello |

| Arbitro: | Totaro (Lecce) |

|           |           |                             |
| Gucci 78’ | Marcatori | 75’ Chakir 90+8’ Volpicelli |

| Arbitro: | Di Cicco (Lanciano) |

|                          |           |                        |
| Montini 58’ Misuraca 72’ | Marcatori | 25’, 60’, 74’ Guccione |

| Arbitro: | Ceriello (Chiari) |

|                    |           |  |
| Masetti 18’ (aut.) | Marcatori |  |

| Arbitro: | Restaldo (Ivrea) |

|                  |           |                 |
| Pattarello 90+1’ | Marcatori | 72’ Rizzo Pinna |

| Arbitro: | Grasso (Ariano Irpino) |

|                                        |           |                       |
| Fischnaller 13’ Ruocco 17’ Mastinu 82’ | Marcatori | 32’ Gaddini 80’ Gucci |

| Arbitro: | Calzavara (Varese) |

|                          |           |  |
| Risaliti 35’ Gucci 90+2’ | Marcatori |  |

| Vercelli 23 dicembre 2023, ore 18:30 CET 19ª giornata | Sestri Levante    | 0 – 0 referto | Arezzo | Stadio Silvio Piola (0 spett.)\| Arbitro: \| Di Loreto (Terni) \| |
| Arbitro:                                              | Di Loreto (Terni) |               |        |                                                                   |

#### Girone di ritorno
| Arbitro: | Gemelli (Messina) |

|                |           |  |
| Pattarello 72’ | Marcatori |  |

| Arbitro: | Madonia (Palermo) |

|                        |           |                                                  |
| Zanon 53’ Palmieri 67’ | Marcatori | 38’, 63’ (rig.) Pattarello 45+3’ (rig.) Guccione |

| Arbitro: | D'Eusanio (Faenza) |

|             |           |                                   |
| Gaddini 29’ | Marcatori | 13’ (rig.) Merola 35’ Di Pasquale |

| Arbitro: | Catanoso (Reggio Calabria) |

|             |           |  |
| Dessena 29’ | Marcatori |  |

| Arezzo 4 febbraio 2024, ore 18:30 CET 24ª giornata | Arezzo           | 0 – 0 referto | Virtus Entella | Stadio Città di Arezzo (2 413 spett.)\| Arbitro: \| Mucera (Palermo) \| |
| Arbitro:                                           | Mucera (Palermo) |               |                |                                                                         |

| Arbitro: | Ramondino (Palermo) |

|            |           |             |
| Ianesi 78’ | Marcatori | 52’ Montini |

| Arbitro: | Vergaro (Bari) |

|                   |           |  |
| Chiosa 20’ (aut.) | Marcatori |  |

| Arbitro: | Rispoli (Locri) |

|                |           |  |
| Gucci 53’, 65’ | Marcatori |  |

| Ferrara 23 febbraio 2024, ore 20:45 CET 28ª giornata | SPAL             | 0 – 0 referto | Arezzo | Stadio Paolo Mazza (6 078 spett.)\| Arbitro: \| Leone (Barletta) \| |
| Arbitro:                                             | Leone (Barletta) |               |        |                                                                     |

| Arbitro: | Gandino (Alessandria) |

|                                           |           |  |
| Gaddini 27’ Guccione 32’ Sebastiani 90+3’ | Marcatori |  |

| Arbitro: | Drigo (Portogruaro) |

|                                   |           |  |
| Di Massimo 43’ Bernardotto 90+15’ | Marcatori |  |

| Arbitro: | Di Cicco (Lanciano) |

|                         |           |              |
| Chiosa 22’ Guccione 62’ | Marcatori | 79’ Nicastro |

| Arbitro: | Marotta (Sapri) |

|            |           |                                |
| Borsoi 36’ | Marcatori | 16’ Chiosa 21’, 66’ Pattarello |

| Arbitro: | Catanzaro (Catanzaro) |

|                        |           |  |
| Catanese 30’ Gucci 71’ | Marcatori |  |

| Arbitro: | Ceriello (Chiari) |

|  |           |            |
|  | Marcatori | 28’ Guerra |

| Arbitro: | Castellone (Napoli) |

|            |           |              |
| Yeboah 88’ | Marcatori | 78’ Risaliti |

| Arbitro: | Gianquinto (Parma) |

|           |           |           |
| Gucci 16’ | Marcatori | 12’ Zecca |

| Arbitro: | Vingo (Pisa) |

|             |           |               |
| Vázquez 62’ | Marcatori | 50’ Lazzarini |

| Arbitro: | Cappai (Cagliari) |

|                           |           |            |
| Mawuli 58’ Risaliti 90+4’ | Marcatori | 19’ Oliana |

#### Play-off

##### Turni preliminari
| Arbitro: | Sacchi (Macerata) |

|                                 |           |  |
| Savona 72’ (rig.) Damiani 90+8’ | Marcatori |  |

### Coppa Italia Serie C

#### Turni eliminatori
| Arbitro: | Zoppi (Firenze) |

|                                    |           |                                      |
| Iori 25’ Castiglia 45+1’ Fogli 72’ | Marcatori | 39’, 46’ Romero 40’ Yeboah 82’ Russo |